# Giusto Fontanini
Giusto Fontanini (* 30. Oktober 1666 in San Daniele del Friuli; † 17. April 1736 in Rom) war ein römisch-katholischer Erzbischof, Kurienbeamter, Bibliothekar von Kardinal Imperiali, Antiquar und Historiker.

## Leben
Fontanini ging nach dem Besuch des Jesuitenkollegs in Gorizia nach Venedig und arbeitete in der Bibliothek der Familie Moro. Dort lernte er den Gelehrten und Dichter Apostolo Zeno kennen, der ihn zum Studium an der Universität Padua vorbereitete, das Fontanini als Doktor der Rechte abschloss. 1690 wurde er vom Patriarchen von Aquileia, Giovanni Dolfin, zum Priester geweiht.
In Venedig lernte er den Gelehrten Filippo Del Torre (1667–1717) kennen, der ihm eine Stelle als Bibliothekar in Rom anbot. Fontanini verließ Venedig für immer und trat 1697 seine Stelle als Bibliothekar bei Kardinal Imperiali an.
Papst Clemens XI. war sein Gönner. Fontanini wohnte im Vatikan. Benedikt XIII. ernannte ihn 1724 zum Erzbischof von Ancyra (in partibus) und Kanonikus der Kirche Santa Maria Maggiore, dann zum Sekretär der Visa und wies ihm einen Palast auf dem Quirinal zur Wohnung an.

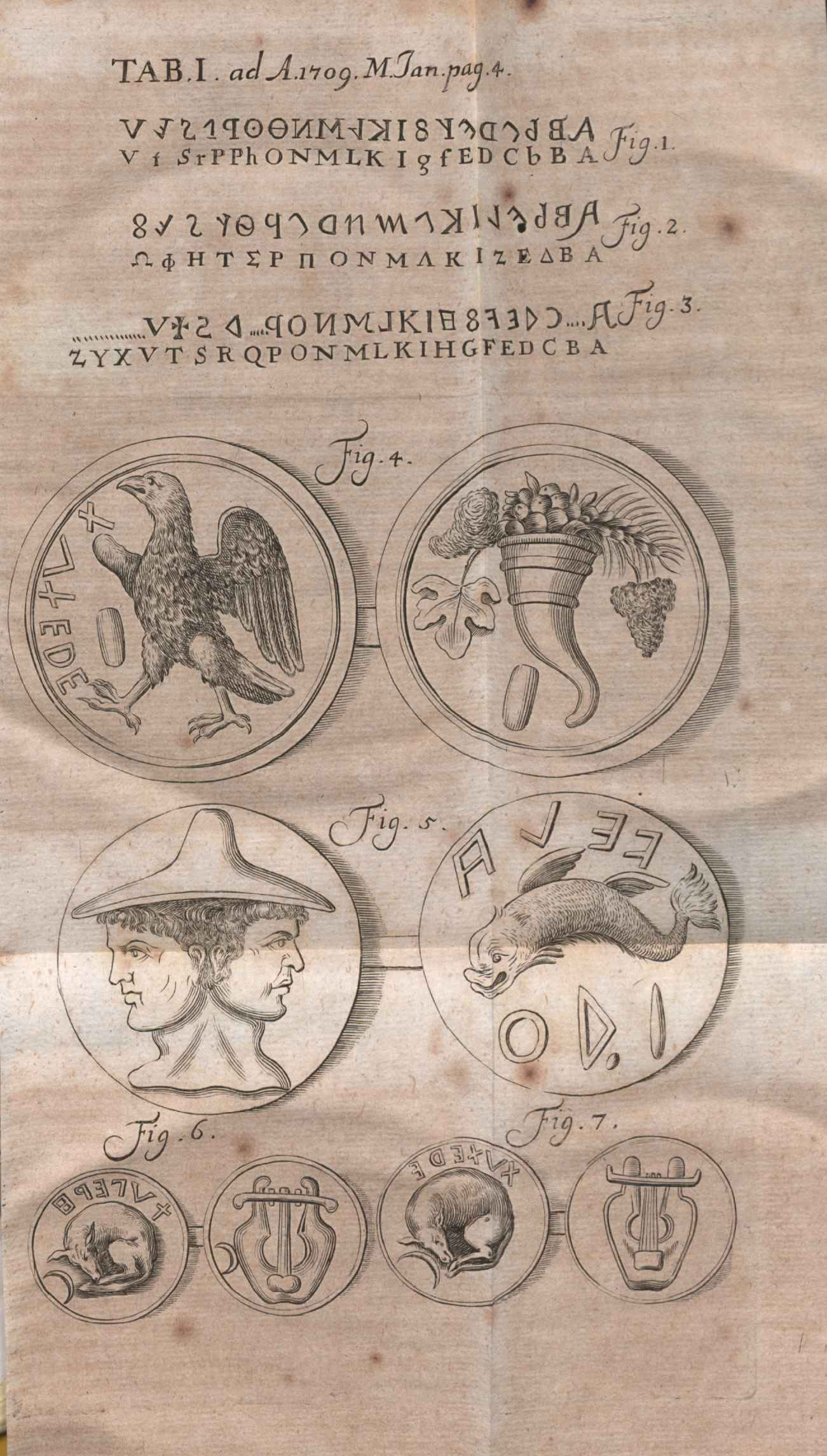
Illustration der Rezension von Justi Fontanini Forojuliensis De Antiquitatibus Horti colonii Etruscorum libri duo, veröffentlicht am Acta Eruditorum, 1709

## Schriften
- L’Aminta di Torquato Tasso difeso e illustrato, Rom 1700
- Vindiciae antiquorum diplomatum etc., Rom 1705
- mit Francesco Gonzaga: Della eloquenza Italiana etc. Rom 1706, u. m. Anm. von Marco Forcellini, Venedig. 1753

Neu hrsg. Leopold Classic Library 2015
- De antiquitatibus Hortae, coloniae Etruscorum, Rom 1708, 3. Aufl. 1723
- Il dominio temporale della sede apostolica sopra la città di Comachio, Rom 1708, nebst zwei Vertheidigungen dieser Schrift, Rom 1711
- De corona ferrea Longobardorum, Rom 1717
- Istoria del dominio temporale della sede apostolica del ducato di Parma e Piacenza, Rom 1720
- Di S. Columba, vergine sacra della città d’Aquileja, Rom 1726

Herausgeber
- Decreta Gratiani, Herausgeber. Rom 1726
- Codex constitutionum, quas summi Pontifices ediderunt in solemni canonisatione Sanctorum ab anno 993 ad 1729, ebd. 1729, heraus postum von Dominico Fontanini hrsg.: Historia literaria Aquilejensis, Rom 1742 und Discorsi accademici intorno a varii punti di storia ecclesiastica, Venedig 1758